# Tatyana Chebykina
Tatyana Chebykina (Sverdlovsk, 22 de novembro de 1968) é uma ex-velocista russa especializada nos 400 m rasos. Durante sua carreira obteve um sucesso maior disputando o revezamento 4x400 metros. Com o revezamento ela foi campeã mundial em Sevilha 1999 e três vezes campeã mundial no Campeonato Mundial de Atletismo em Pista Coberta.